# Katrin Meinke
Katrin Meinke (ur. 19 września 1979 w Wismar) – niemiecka kolarka torowa, trzykrotna medalistka mistrzostw świata.

## Kariera
Pierwszy sukces Katrin Meinke osiągnęła w 1996 roku, kiedy podczas mistrzostw świata juniorów zdobyła srebrny medal w sprincie indywidualnym. Rok później była już najlepsza, zdobywając także dwa srebrne medale mistrzostw Europy U-23. Na rozgrywanych w 2000 roku mistrzostwach świata w Manchesterze zdobyła brązowy medal w sprincie indywidualnym, ulegając jedynie Białorusince Natalli Markowniczenko i Kanadyjce Lori-Ann Muenzer. W 2001 roku, podczas mistrzostw świata w Antwerpii zdobyła brązowy medal w wyścigu na 500 m, przegrywając z Meksykanką Nancy Contreras i po raz kolejny z Muenzer. Trzecie miejsce zajęła także w sprincie indywidualnym na mistrzostwach świata w Kopenhadze w 2002 roku. Tym razem wyprzedziły ją Natalla Cylinska (wcześniej Markowniczenko) oraz Australijka Kerrie Meares. Meinke wystąpiła również na igrzyskach olimpijskich w Atenach w 2004 roku, zajmując szóste miejsce w sprincie indywidualnym, dziewiąte w wyścigu punktowym oraz jedenaste w wyścigu na 500 m. Ponadto wielokrotnie zdobywała medale mistrzostw Niemiec.